# In Control
In Control – drugi album zespołu US5 wydany w 2006 roku. W listopadzie 2007 roku ukazała się reedycja albumu zawierająca 8 nowych utworów, w tym single "Rhythm Of Life" oraz "Too Much Heaven".
Nagrania w Polsce uzyskały status złotej płyty.

## Lista utworów
1. "In The Club"
2. "Gone"
3. "I Don't Think So"
4. "Bad Girl"
5. "Let Me Know"
6. "As Good As It Gets"
7. "One Night with You"
8. "A Girl Like You"
9. "What About"
10. "I Want You Back"
11. "Be My Girlfriend"
12. "Baby You're The One"
13. "Mama"
14. "Baby I Like" (utwór dodatkowy)

### Reedycja
1. "Rhythm Of Life"
2. "Gone"
3. "The Rain"
4. "Too Much Heaven"
5. "I Don't Think So"
6. "What About"
7. "Why"
8. "One Night with You"
9. "In the Club"
10. "Bad Girl"
11. "Baby Be Mine"
12. "As Good As It Gets"
13. "I'm with You"
14. "I Want You Back"
15. "Work Your Body"
16. "Be My Girlfriend"
17. "If You Leave"